# Sauber C45
La Sauber C45 è una monoposto di Formula 1, costruita dalla scuderia Sauber per partecipare al campionato mondiale di Formula 1 2025.
La vettura è stata presentata il 18 febbraio 2025.

## Livrea
La livrea è la stessa della passata stagione con una colorazione verde e nera in relazione con il  main sponsor Stake.
Per il Gran Premio di Miami viene presentata una livrea alternativa con i colori applicati come vernice, ispirati alla street art della città. Per il Gran Premio di Spagna ne viene presentata un'altra questa volta i colori adottano uno stile "pixellato" ispirato ai videogiochi, principale contenuto di Stake.

## Scheda tecnica
| Caratteristiche tecniche - Sauber C45                           | Caratteristiche tecniche - Sauber C45                              | Caratteristiche tecniche - Sauber C45                              | Caratteristiche tecniche - Sauber C45                                                         | Caratteristiche tecniche - Sauber C45                                                         | Caratteristiche tecniche - Sauber C45                                                         |
| Configurazione                                                  | Configurazione                                                     | Configurazione                                                     | Configurazione                                                                                | Configurazione                                                                                | Configurazione                                                                                |
| --------------------------------------------------------------- | ------------------------------------------------------------------ | ------------------------------------------------------------------ | --------------------------------------------------------------------------------------------- | --------------------------------------------------------------------------------------------- | --------------------------------------------------------------------------------------------- |
| Carrozzeria: monoposto                                          | Carrozzeria: monoposto                                             | Posizione motore: centrale                                         | Posizione motore: centrale                                                                    | Trazione: posteriore                                                                          | Trazione: posteriore                                                                          |
| Dimensioni e pesi                                               |                                                                    |                                                                    |                                                                                               |                                                                                               |                                                                                               |
| Posti totali: 1                                                 | Posti totali: 1                                                    | Bagagliaio: assente                                                | Bagagliaio: assente                                                                           | Serbatoio: 110 kg                                                                             | Serbatoio: 110 kg                                                                             |
| Meccanica                                                       |                                                                    |                                                                    |                                                                                               |                                                                                               |                                                                                               |
| Tipo motore: Ferrari 066/15, V6 turbo ibrido con bancate di 90° | Tipo motore: Ferrari 066/15, V6 turbo ibrido con bancate di 90°    | Tipo motore: Ferrari 066/15, V6 turbo ibrido con bancate di 90°    | Cilindrata: 1600 cm³                                                                          | Cilindrata: 1600 cm³                                                                          | Cilindrata: 1600 cm³                                                                          |
| Distribuzione: Bialbero a 24 valvole con punterie pneumatiche   | Distribuzione: Bialbero a 24 valvole con punterie pneumatiche      | Distribuzione: Bialbero a 24 valvole con punterie pneumatiche      | Alimentazione: 500 bar-diretta (1 iniettore per cilindro)                                     | Alimentazione: 500 bar-diretta (1 iniettore per cilindro)                                     | Alimentazione: 500 bar-diretta (1 iniettore per cilindro)                                     |
| Accensione: Magneti Marelli statica                             | Accensione: Magneti Marelli statica                                | Accensione: Magneti Marelli statica                                | Impianto elettrico: Magneti Marelli                                                           | Impianto elettrico: Magneti Marelli                                                           | Impianto elettrico: Magneti Marelli                                                           |
| Frizione: doppia multidisco a comando elettroidraulico          | Frizione: doppia multidisco a comando elettroidraulico             | Frizione: doppia multidisco a comando elettroidraulico             | Cambio: longitudinale sequenziale a 8 marce + RM con comando semiautomatico a cambiata veloce | Cambio: longitudinale sequenziale a 8 marce + RM con comando semiautomatico a cambiata veloce | Cambio: longitudinale sequenziale a 8 marce + RM con comando semiautomatico a cambiata veloce |
| Telaio                                                          |                                                                    |                                                                    |                                                                                               |                                                                                               |                                                                                               |
| Corpo vettura                                                   | in materiale composito a nido d'ape con fibra di carbonio          | in materiale composito a nido d'ape con fibra di carbonio          | in materiale composito a nido d'ape con fibra di carbonio                                     | in materiale composito a nido d'ape con fibra di carbonio                                     | in materiale composito a nido d'ape con fibra di carbonio                                     |
| Sterzo                                                          | cremagliera servoassistito                                         | cremagliera servoassistito                                         | cremagliera servoassistito                                                                    | cremagliera servoassistito                                                                    | cremagliera servoassistito                                                                    |
| Sospensioni                                                     | anteriori: puntone (pull-rod) / posteriori: puntone (push-rod)     | anteriori: puntone (pull-rod) / posteriori: puntone (push-rod)     | anteriori: puntone (pull-rod) / posteriori: puntone (push-rod)                                | anteriori: puntone (pull-rod) / posteriori: puntone (push-rod)                                | anteriori: puntone (pull-rod) / posteriori: puntone (push-rod)                                |
| Freni                                                           | anteriori: Freni a disco Brembo / posteriori: Freni a disco Brembo | anteriori: Freni a disco Brembo / posteriori: Freni a disco Brembo | anteriori: Freni a disco Brembo / posteriori: Freni a disco Brembo                            | anteriori: Freni a disco Brembo / posteriori: Freni a disco Brembo                            | anteriori: Freni a disco Brembo / posteriori: Freni a disco Brembo                            |
| Pneumatici                                                      | Pirelli / Cerchi: BBS da 18 in                                     | Pirelli / Cerchi: BBS da 18 in                                     | Pirelli / Cerchi: BBS da 18 in                                                                | Pirelli / Cerchi: BBS da 18 in                                                                | Pirelli / Cerchi: BBS da 18 in                                                                |
| Altro                                                           |                                                                    |                                                                    |                                                                                               |                                                                                               |                                                                                               |
| Energia batteria (a giro) 4 MJ                                  | Sistema ERS                                                        | Sistema ERS                                                        | Sistema ERS                                                                                   | Sistema ERS                                                                                   | Sistema ERS                                                                                   |
| Potenza MGU-K: 120 kW                                           | Giri max MGU-K: 50 000 giri/min Giri max MGU-H: 125 000 giri/min   | Giri max MGU-K: 50 000 giri/min Giri max MGU-H: 125 000 giri/min   | Giri max MGU-K: 50 000 giri/min Giri max MGU-H: 125 000 giri/min                              | Giri max MGU-K: 50 000 giri/min Giri max MGU-H: 125 000 giri/min                              | Giri max MGU-K: 50 000 giri/min Giri max MGU-H: 125 000 giri/min                              |
| Fonte dei dati: Sauber F1 Team                                  |                                                                    |                                                                    |                                                                                               |                                                                                               |                                                                                               |

## Carriera agonistica

### Stagione
La stagione vede un cambio completo nella line-up piloti, Bottas e Zhou lasciano il team dopo tre stagioni ed arrivano Hülkenberg dalla Haas ed il giovane Gabriel Bortoleto, campione della Formula 2 al suo esordio in F1.
La stagione inizia positivamente con un settimo posto raccolto da Hülkenberg all'esordio in Australia mentre Bortoleto chiude la sua prima gara con un ritiro. Nelle gare successive il team non riesce a concludere nei punti fino alla gara in Spagna dove il pilota teutonico chiude in quinta posizione, miglior risultato per il team dal quinto posto di Bottas nel Gran Premio di Imola 2022. Nel successivo appuntamento in Canada Hülkenberg è ancora protagonista cogliendo un ottavo posto in gara, in Austria la squadra coglie il suo primo doppio piazzamento a punti dal Gran Premio del Qatar 2023 con il tedesco nono e Bortoleto ottavo ai primi punti in carriera. Sempre il teutonico, nel Gran Premio di Gran Bretagna, conquista il suo primo podio in carriera, riportando il team elvetico sul podio per la prima volta dal Gran Premio del Giappone 2012. Nei successivi impegni in Belgio e Ungheria Bortoleto mette a segno altri punti, giungendo rispettivamente nono e sesto al traguardo.

## Piloti
| Piloti ufficiali    | Piloti ufficiali  | Piloti ufficiali |
| Nazione             | Nome              | Numero           |
| ------------------- | ----------------- | ---------------- |
| Germania (bandiera) | Nico Hülkenberg   | 27               |
| Brasile (bandiera)  | Gabriel Bortoleto | 5                |
| Pilota di riserva   |                   |                  |
| Nazione             | Nome              | Numero           |
| Estonia (bandiera)  | Paul Aron         | 97               |

## Risultati in Formula 1
| Anno | Team        | Motore  | Gomme | Piloti     |     |    |    |    |    |     |    |    |    |    |   |     |    |    |  |  |  |  |  |  |  |  |  |  | Punti | Pos. |
| ---- | ----------- | ------- | ----- | ---------- | --- | -- | -- | -- | -- | --- | -- | -- | -- | -- | - | --- | -- | -- |  |  |  |  |  |  |  |  |  |  | ----- | ---- |
| 2025 | Kick Sauber | Ferrari | P     | Hülkenberg | 7   | 15 | 16 | SQ | 15 | 14  | 12 | 16 | 5  | 8  | 9 | 3   | 12 | 13 |  |  |  |  |  |  |  |  |  |  | 51    | 7º   |
| 2025 | Kick Sauber | Ferrari | P     | Bortoleto  | Rit | 14 | 19 | 18 | 18 | Rit | 18 | 14 | 12 | 14 | 8 | Rit | 9  | 6  |  |  |  |  |  |  |  |  |  |  | 51    | 7º   |

| Legenda | 1º posto     | 2º posto | 3º posto    | A punti         | Senza punti/Non class.  | Grassetto – Pole position Corsivo – Giro più veloce Apice – Risultato Sprint (A punti) |
| Legenda | Squalificato | Ritirato | Non partito | Non qualificato | Solo prove/Terzo pilota | Grassetto – Pole position Corsivo – Giro più veloce Apice – Risultato Sprint (A punti) |